# Millettia limbutuensis
Millettia limbutuensis är en ärtväxtart som beskrevs av De Wild. Millettia limbutuensis ingår i släktet Millettia och familjen ärtväxter. IUCN kategoriserar arten globalt som sårbar. Inga underarter finns listade i Catalogue of Life.